# Esperidião Lopes de Farias Júnior
Esperidião Lopes de Farias Júnior (São Luís do Quitunde, 28 de setembro de 1899 — Maceió, 28 de setembro de 1987) foi um político brasileiro. Exerceu o mandato de deputado federal constituinte por Alagoas em 1946.
Foi presidente do Instituto do Açúcar e do Álcool.
Em 1946, foi homenageado em Pernambuco pelo seu trabalho no setor açucareiro. Em resposta, disse: "Muito sensibilizado, agradeço-vos esta homenagem. Ela reflete o espírito de harmonia predominantes na classe de produtores de açúcar, em Pernambuco, Estado que tem a responsabilidade de cerca de um terço da produção nacional. Esta responsabilidade é tão mais ponderável quanto se conhecem as condições difíceis em que se opera o trabalho nesta região, exposta às surpresas e hostilidades de suas condições ecológicas".